# Бајрн (Округ Еберсберг)
Бајрн (њем. Baiern) општина је у њемачкој савезној држави Баварска. Једно је од 21 општинског средишта округа Еберсберг. Према процјени из 2010. у општини је живјело 1.485 становника. Посједује регионалну шифру (AGS) 9175113.

## Географски и демографски подаци
Бајрн се налази у савезној држави Баварска у округу Еберсберг. Општина се налази на надморској висини од 590 метара. Површина општине износи 20,0 km². У самом мјесту је, према процјени из 2010. године, живјело 1.485 становника. Просјечна густина становништва износи 74 становника/km².